# Micropterygium trachyphyllum
Micropterygium trachyphyllum là một loài Rêu trong họ Lepidoziaceae. Loài này được Reimers mô tả khoa học đầu tiên năm 1933.